# Клинично изолиран синдром
Клинично изолиран синдром (КИС) е първият неврологичен епизод при пациенти, причинен от възпаление или демиелинизация на нервната тъкан. Този епизод може да засяга само определено място в централната нервна система (ЦНС) и се нарича монофокален, или да са засегнати множество места и да се проявяват по-разнообразни симптоми – мултифокален.
Мозъчните лезии, свързани с клинично изолирания синдром, може да са индикатор за развитието на множествена склероза (МС). За поставянето на диагноза МС трябва да са установени множество лезии в ЦНС и обикновено да е проявено няколко епизода. Окончателна клинична диагноза МС се поставя едва след като чрез магнитно-резонансна томография се установят лезии характерни за МС. Допълнителното диагностициране включва анализ на гръбначно-мозъчната течност (ликвор) както и тестването на отговора на дразнители.
През 2001 г., Международната група по диагностика на МС въвежда диагностичната система критерии на Макдоналд, преработена форма на предишните стандарти за диагностициране на МС известни като критерии на Позер. През 2005 г. е направена допълнителна преработка на критериите.